# Condega
Condega är en kommun (municipio) i Nicaragua med 30 307 invånare. Den ligger i den bergiga västra delen av landet, 38 km norr om Estelí, i departementet Estelí. Kommunen är känd för sina många gitarrmusiker och gitarrorkestrar.

## Geografi
Condega gränsar till kommunerna Estelí i söder, San Juan de Limay och Pueblo Nuevo i väster, Palacagüina och Telpaneca i norr, samt San Sebastián Yalí i öster. Kommunens största tätort är centralorten Condega, med 9 894 invånare (2005).

## Historia
Condega är ett gammalt indiansamhälle som redan nämns 1603 i spanjorernas första taxeringslängd för Nueva Segovia.
Condega blev 1956 upphöjd från pueblo till rangen av villa och 1962 till rangen av ciudad (stad).
Condega var 1979 den första kommunen i Nicaragua som Sandinisterna befriade från Somozadiktaturen.

## Näringsliv
Condega är en jordbruksbygd där det bland annat odlas mycket tobak för cigarrtillverkning. I Condega finns det en omfattande keramiktillverkning. Som symbol för detta står det ett antal stora lerkrukor uppställda i centralparken.